# Eparistera Daimones
Eparistera Daimones ist das Debütalbum der Schweizer Extreme-Metal-Band Triptykon. Es wurde am 22. März 2010 bei Prowling Death Records/Century Media veröffentlicht.

## Entstehung
Das Album wurde von August bis November 2009 in V. Santuras Woodshed Studio in Landshut sowie in verschiedenen Studios in der Schweiz, vor allem in Zürich aufgenommen, von Tom Warrior und V. Santura produziert und auch von den beiden abgemischt. Das Mastering übernahm Walter Schmid im Oakland Recording in Winterthur im November und Dezember 2009. Der weibliche Gesang stammt von Simone Vollenweider.

## Gestaltung
Das Albumcover zeigt ein Bild des Schweizer Künstlers HR Giger, Vlad Tepes aus dem Jahr 1978. Weitere Illustrationen stammen von Victor Castiglia. Die übrige Covergestaltung übernahm Tom Warrior mit Stefan Wibbeke und Nadine Mainka. Giger war Warrior bereits durch die Gestaltung von Celtic Frosts To Mega Therion (1985) bekannt und hatte ihm somit zum zweiten Mal gestattet, eines seiner Bilder zu verwenden.

## Rezeption
Eparistera Daimones stieg auf Platz 81 der deutschen Charts ein und erreichte Platz 73 in der Schweiz. In Finnland erreichte es Platz 28. Das Album erhielt positive bis sehr positive Bewertungen.

## Titelliste
| Nr.          | Titel                 | Text                   | Musik                   | Länge |
| ------------ | --------------------- | ---------------------- | ----------------------- | ----- |
| 1.           | Goetia                | Thomas Gabriel Fischer | Fischer                 | 11:00 |
| 2.           | Abyss Within My Soul  | Fischer                | Fischer                 | 9:26  |
| 3.           | In Shrouds Decayed    | Fischer                | V. Santura              | 6:55  |
| 4.           | Shrine (Instrumental) |                        | Fischer                 | 1:43  |
| 5.           | A Thousand Lies       | Fischer                | Fischer                 | 5:28  |
| 6.           | Descendant            | Fischer                | V. Santura              | 7:41  |
| 7.           | Myopic Empire         | Fischer                | Fischer, Unala, Gadient | 5:47  |
| 8.           | My Pain               | Fischer                | Fischer                 | 5:19  |
| 9.           | The Prolonging        | Fischer                | Fischer                 | 19:22 |
| Gesamtlänge: | Gesamtlänge:          | Gesamtlänge:           | Gesamtlänge:            | 72:41 |

Japanische Ausgabe
| Nr. | Titel   | Text    | Musik   | Länge |
| --- | ------- | ------- | ------- | ----- |
| 10. | Shatter | Fischer | Fischer | 4:58  |